# مهران سماک
مهران سماک (۱۳۷۴ – ۸ آذر ۱۴۰۱) شهروند ایرانی ساکن بندر انزلی بود که در شامگاه ۸ آذر ۱۴۰۱، در حال خوشحالی برای باخت تیم ایران در جام جهانی فوتبال ۲۰۲۲ در میانهٔ خیزش سراسری، در بندر انزلی با شلیک مستقیم نیروهای وابسته به نظام جمهوری اسلامی ایران کشته شد. سماک در کودکی هم‌بازی بازیکن فوتبال، سعید عزت‌اللهی، بوده است.

## کشته‌شدن
مهران سماک به همراه نامزدش، شامگاه ۸ آذر ۱۴۰۱ سوار بر خودرو شخصی خود در محله چراغ‌برق بندر انزلی بود که در شب حذف ایران از مسابقات جام جهانی فوتبال ۲۰۲۲ مورد هدف شلیک مأموران امنیتی قرار گرفت و پس از رساندن وی به بیمارستان، جان خود را از دست داد. مهران سماک در آخرین استوری صفحهٔ شخصی خود در اینستاگرام از مردم خواسته بود کنار هم باشند و فقط بر اعتراض‌های خیابانی و اعتصابات تمرکز کنند.

### خاکسپاری
مراسم خاکسپاری مهران سماک چهارشنبه ۹ آذر ۱۴۰۱ با حضور شماری از مردم در «گلزار شهدا» بندر انزلی برگزار شد. حاضران شعارهایی علیه جمهوری اسلامی از جمله «هیز تویی، هرزه تویی، زن آزاده منم»، «امسال سال خونه، سیدعلی سرنگونه» و «می‌جنگیم، می‌میریم، ایران رو پس می‌گیریم» سر دادند.

### پرونده قتل
رسانه‌های نزدیک به نیروهای امنیتی از جمله خبرگزاری تسنیم، تلاش کردند که قتل مهران سماک را به گردن مخالفان حکومت بیندازند و فرمانده نیروی انتظامی این شهر هم از «بازداشت مظنونان» خبر داد. پس از اینکه دادستان رشت کشته شدن سماک بر اثر اصابت گلوله ساچمه‌ای را تأیید کرد، جعفر جوانمردی، فرمانده انتظامی بندر انزلی، بازداشت شد. اتهام او «عدم رعایت قانون نحوه به‌کارگیری سلاح منجر به قتل عمد» عنوان شده است. جوانمردی بعداً از فرماندهی نیروی انتظامی بندر انزلی برکنار شد و از آنجایی که او در زمان انجام وقوع جرم شغل نظامی داشت پرونده به دادگاه نظامی ارجاع داده شد. به گفته وکیل خانواده مهران سماک، دادگاه نظامی برای جوانمردی حکم قتل عمد صادر کرده است. با اعتراض وکلای متهم به رای صادره، پرونده به دیوان عالی کشور رفته است. وی به «شبکه شرق» گفته است که فرمانده سابق پلیس انزلی بار دیگر در دادگاه نظامی به قصاص محکوم شد.

## واکنش‌ها
سعید عزت‌اللهی بازیکن تیم ملی فوتبال ایران که با سماک در دوران کودکی هم تیمی بوده، در اینستاگرام ابراز همدردی کرد.
باشگاه فوتبال سپیدرود رشت در یک پیام اینستاگرامی در واکنش به کشته شدن سماک به باشگاه ملوان بندرانزلی پیامی نوشت به این معنا: «برادر برادر ماست. ما با شما هم‌دردیم.»